# Freccia del Brabante 1986
La Freccia del Brabante 1986, ventiseiesima edizione della corsa, si svolse il 23 marzo su un percorso di 172 km, con partenza a Sint-Genesius-Rode e arrivo ad Alsemberg. Fu vinta dall'olandese Johan van der Velde della squadra Panasonic davanti al belga Eddy Planckaert e all'altro olandese Theo de Rooy.

## Ordine d'arrivo (Top 10)
| Pos. | Corridore           | Squadra               | Tempo    |
| ---- | ------------------- | --------------------- | -------- |
| 1    | Johan van der Velde | Panasonic             | 4h19'00" |
| 2    | Eddy Planckaert     | Panasonic             | a 12"    |
| 3    | Theo de Rooy        | Panasonic             | s.t.     |
| 4    | Jean-Marie Wampers  | Hitachi-Marc-Splendor | s.t.     |
| 5    | Ludwig Wijnants     | Roland-Van De Ven     | s.t.     |
| 6    | Gert-Jan Theunisse  | Panasonic             | s.t.     |
| 7    | Dirk Durant         | Fangio-Lois-Mavic     | s.t.     |
| 8    | Eric Van Lancker    | Panasonic             | s.t.     |
| 9    | Claude Criquielion  | Hitachi-Marc-Splendor | s.t.     |
| 10   | Fons De Wolf        | Skala-Skil            | s.t.     |